# سگا ای‌ام۲
سگا ای‌ام۲ (انگلیسی: Sega AM2) شرکت بازی ویدئویی ژاپنی است، که در سال ۱۹۹۲ تأسیس شد.